# Paul Quasten
Paul Quasten (* 13. března 1985) je nizozemsko-český fotbalový obránce, který naposledy působil v klubu Almere City FC. Bývalý člen českých mládežnických reprezentací.
Má dvojí občanství.

## Klubová kariéra
Hrál za mládežnické týmy Ajaxu Amsterdam.
Poté hrál za FC Volendam, Willem II, amatérský tým Ajaxu a od roku 2014 za druholigový Almere City FC.

## Reprezentační kariéra
Paul Quasten reprezentoval Českou republiku v mládežnických kategoriích U19 a U21.